# 兩女一杯
《两女一杯》（英語：2 Girls 1 Cup），2007年巴西色情片《饥饿婊子》（英語：Hungry Bitches）的预告片，由MFX媒体（MFX Media）發行。预告片中包含兩嗜糞癖女子相互爱抚，吞吃对方的排遺物，然后呕吐到对方嘴里的情节。
該片通过網路在各大網誌和留言板上病毒式传播，不少网友将自己或他人观看视频的反应录制下来，并上传到各个视频分享网站，引起巨大反響，成為網路迷因。2007年10月中旬左右，YouTube上的反應和聲討達到頂峰。

## 背景
视频导演马尔科·维拉诺瓦（Marco Villanova）原名马尔科·安东尼奥·菲奥里托（Marco Antônio Fiorito），1971年7月1日生于巴西聖保羅，自称有“强迫性戀物癖”。1994年，菲奥里托对电影制作产生兴趣，两年后和妻子若埃尔玛·布里托（Joelma Brito，艺名莱蒂西娅·米列尔 (Letícia Miller)）一同开始其恋物电影事业，不久，他们便往电影中加入食粪情节。菲奥里托拥有数个公司，本片制片商MFX视频（MFX Video）便是其中之一。

## 影响
经常有观众认为，片中的“粪便”实际上是食物做的，比如炸豆泥、冰淇淋、花生酱等等。马尔科·维拉诺瓦后来在法庭上辩称，“粪便”实际上是巧克力冰淇淋，未获法院采纳。现在看来，这段视频中呈现的很有可能就是真实的嗜糞癖。
这部视频后来有很多模仿和恶搞，最著名的一个便是《四女手指画》，视频中有四个女人，情节与《两女一杯》相似。此外，《两女一杯》还为类似视频的命名提供了灵感，比如《两男一马》《两女一指》《三男一锤》《八女无杯》等等。吉他手約翰·梅爾在博客上传了一个题为《两男一杯》的视频，和喜剧演员谢罗德·斯莫尔模仿原视频中的两名女子吃粉紅莓冻酸奶；美国喜剧人柯南·奥布莱恩为他的网站Conan.XXX拍了部《一男两碗》，片中主演安迪·里希特喝了两碗汤。加拿大喜剧人荣·拉茹瓦作了首《两女一杯之歌》，歌颂原视频中两女子“伟大的爱情”，YouTube播放量已逾千万。
达尼洛·克罗塞（Danilo Croce）是菲奥里托在美公司高管，因销售、播送、运输淫秽物品，于2006年和2007年被美國聯邦政府提起三次诉讼，最终判处三年无监督缓刑，没收公司资产9萬8000美元。
2013年1月16日，美国法院以涉嫌拍摄食用粪便、人兽交和恋物癖等淫秽影片的罪名，将美国导演艾拉·艾萨克斯判刑4年，其在辩词中提及《两女一杯》，导致不少媒体误以为他是本片导演。